# Brian Laudrup
Brian Laudrup (Viena, 22 de febrer, 1969) és un exfutbolista danès.

## Trajectòria
Ha estat un autèntic rodamon del futbol. Ha jugat als dos grans de Dinamarca, Brøndby IF i FC København, Alemanya, Bayer Uerdingen i Bayern Múnic, Itàlia, ACF Fiorentina i AC Milan, el Regne Unit, Rangers FC i Chelsea FC, i a Holanda a l'Ajax Amsterdam. Amb la selecció danesa fou campió d'Europa el 1992. També participà en l'Euro 1996 i al Mundial de 1998.
Fou inclòs per Pelé a la llista dels 125 millors futbolistes vius el març del 2004.
El seu pare Finn Laudrup i el seu germà Michael també han estat futbolistes internacionals danesos.

## Palmarès
- Lliga danesa de futbol: 1987 i 1988, amb Brøndby IF
- Futbolista danès de l'any: 1989, 1992, 1995, i 1997
- Eurocopa 1992, amb Dinamarca
- Lliga italiana de futbol: 1993-94, amb AC Milan
- Lliga escocesa de futbol: 1994-95, 1995-96, 1996-97, amb Rangers FC
- Copa escocesa de futbol: 1995-96, amb Rangers
- Copa de la Lliga escocesa de futbol: 1996-97, amb Rangers
- Supercopa d'Europa de futbol: 1998, amb Chelsea